# Васюкова (бывший Белоевский сельсовет)
Васюкова — деревня в Кудымкарском районе Пермского края. Входила в состав Белоевского сельского поселения. Располагается северо-западнее от города Кудымкара. Расстояние до районного центра составляет 23 км. По данным Всероссийской переписи населения 2010 года, в деревне проживало 4 человека (2 мужчины и 2 женщины).

## История
По данным на 1 июля 1963 года, в деревне проживало 140 человек. Населённый пункт входил в состав Белоевского сельсовета.